# Ка Сетекамини (Виченца)
Ка Сетекамини је насеље у Италији у округу Виченца, региону Венето.
Према процени из 2011. у насељу је живело 134 становника. Насеље се налази на надморској висини од 38 м.